# 카인짱
카인짱(베트남어: Khánh Trắng, 본명: 즈엉반카인(Dương Văn Khánh), 1947년 4월 22일 ~ 1998년 10월 13일)은 베트남의 범죄자, 마피아 조직원이다. 가명인 카인짱은 베트남어로 "하얀 카인"을 뜻한다.
하노이에 위치한 동쑤언(Đồng Xuân) 시장에서 상인으로 근무했지만 1989년에 일을 그만두었다. 1992년에는 동쑤언 인민위원회 조직원들이 노동 조합을 결성하면서 마피아 조직을 형성했다. 그가 속한 마피아 조직은 살인, 강도, 탈세, 범행 은닉 등을 통해 막대한 범죄 수익을 올렸다. 1996년 5월 24일 하노이 경찰의 수사 과정에서 체포되었으며 1998년 10월 13일 하노이에서 총살되었다.